# 黒江保彦
黒江 保彦（くろえ やすひこ、1918年（大正7年）2月17日 - 1965年（昭和40年）12月5日）は、日本の陸軍軍人、航空自衛官。日本陸軍航空隊で戦闘機操縦者として日中戦争、ノモンハン事件、太平洋戦争で多数の空戦に参加して、エースパイロットの一人となった。航士50期。最終階級は、日本陸軍では陸軍少佐、戦後に奉職した航空自衛隊では1等空佐。

## 生涯

### エース・パイロット
鹿児島県日置郡中伊集院村（現：日置市）にて、陸軍砲兵大尉・黒江敬吉の四男として生まれる。伊集院中学を経て陸軍士官学校予科（後の陸軍予科士官学校）に進んだ。日本統治時代の朝鮮の平壌における飛行連隊での隊附勤務を経て、1938年（昭和13年）6月に陸軍航空士官学校（航士）卒業・航空兵少尉任官（航士50期）。航士50期の同期生に、石川貫之（第10代航空幕僚長）がいる。少尉任官後に明野陸軍飛行学校で戦技教育を受け、同年10月に卒業。同年11月、飛行第59戦隊（戦隊長：今川一策中佐）附として日中戦争（支那事変・日華事変）中の漢口飛行場に着任し、航法訓練、編隊飛行、単機戦闘、射撃訓練などの訓練を受けた。
1939年（昭和14年）、日本が主導して建国した満州帝国と、ソビエト連邦支配下のモンゴル人民共和国（外蒙古）で国境紛争が発生（ノモンハン事件）。8月29日に飛行第59戦隊は満蒙国境の採塩所飛行場に移動する。黒江はソ連空軍機を相手に初めて実戦を経験し、ノモンハン事件停戦の日9月15日の午前、ソ連が基地を置いていたタムスクの爆撃に参加しソ連機I-15戦闘機2機を撃墜した。停戦後は漢口へ帰還し、広東、海南島近海、南寧奥地などを転戦した。
1941年（昭和16年）1月、陸軍航空士官学校教官として着任する。3月、大尉に進級。9月、陸軍航空審査部（部長今川一策大佐）に転任となり、審査部編成の独立飛行第47中隊（通称「かわせみ部隊」）に編入される。黒江は後に二式戦闘機「鍾馗」となる試作重戦闘機キ44を使用し、明野陸軍飛行学校や海軍の横須賀航空隊に出かけて戦技を磨き研究した。
同年12月、日本はアメリカ合衆国（米国）やイギリス（英国）などを相手に太平洋戦争に突入。開戦に先立って独立飛行第47中隊は南方作戦のために移動する。翌1942年（昭和17年）1月から戦闘に参加し、マレー作戦の仕上げてである英領シンガポール攻略戦で1月15日に「鍾馗」による撃墜第1号の戦果を挙げ、戦闘を継続した。その後、日本軍進駐下のタイを経て、3月には英領ビルマ攻略戦へと順次前進した。しかし、4月に内地に対するドーリットル空襲を受けると独立飛行第47中隊は日本本土への帰還命令を受けた。黒江は4月に「加藤隼戦闘隊」の異名を持つ飛行第64戦隊へ異動となり、第3中隊長に補された。

### 戦闘機隊指揮官
5月22日の加藤建夫戦隊長の戦死後は、先任中隊長として歴代の戦隊長を補佐し続けた。1943年（昭和18年）2月12日に八木正巳戦隊長が、2月25日に明楽武世戦隊長が相次いで戦死した後、広瀬吉雄少佐の指揮の下、後に戦隊長となる宮辺英夫大尉らとともに部隊の中級指揮官として任務を遂行した。
ビルマに対しては、英領インドからの英米航空機による攻撃が激しさを増していた。黒江は、飛行第64戦隊のほか、内地から増援されてきた飛行第244戦隊の一部を指揮して、B-24爆撃機やP-51戦闘機などを邀撃した。
1944年（昭和19年）1月、陸軍航空審査部に再び着任する。4月、1か月間スマトラ島パレンバンへ出向し、油田防空担当の第9飛行師団の戦闘機隊にタ弾攻撃の伝習教育を実施。その後は東京都下の福生飛行場で各種試作戦闘機や武装の審査を担当しながら日本本土空襲に対する防空戦闘にも出動した。鹵獲したアメリカ軍機で各種試験飛行を行なうテストパイロットとしても従事し、B-29が偵察飛行に飛来した際、鹵獲したP-51C戦闘機に搭乗して一緒に飛行するなど、多くの逸話を残した。黒江はP-51の性能を高く評価し、来るべき日本本土上空での空戦を見越し、4月より陸軍航空審査部による戦闘機隊を対象とした戦技指導を開始させた。その皮切りは飛行第244戦隊であり、飛行第47戦隊、飛行第70戦隊、飛行第51戦隊、飛行第52戦隊、明野飛行教導師団、飛行第56戦隊、飛行第246戦隊で実施された。その際、P-51の高性能さと黒江自身の持つ戦闘機操縦技量により訓練相手を圧倒することもあったため、新米パイロットが相手の際は自信喪失しないようにあえて手心を加えた場合もあった。模擬戦後に「あれでもP-51はまだ本気を出していない」と強く釘を刺す等、現実主義者であり、また理論派でもあった。

### 航空自衛隊入隊
日本の降伏と陸軍の解体を受けて1945年（昭和20年）秋、郷里に帰り農業に従事。田畑を耕し馬を飼ったが、食糧難時代で体も痩せ細った。闇商売、行商、サルベージ業など様々な商売を手がけて失敗が続き、莫大な借金を背負い、昭和27～28年（1952年～1953年）頃は精神的には平然を装っても日々の食べ物にこと欠くどん底状態に陥った。その後、上京して民間の富士航空を経て、1954年に発足した航空自衛隊に入隊する。ジェット戦闘機の搭乗員として空を飛ぶ生活に戻ることができ、生き生きとした状態を取り戻したという。
航空自衛隊では1年間イギリス空軍への留学に派遣され、必死に勉強したと伝えられる。帰国後はジェット戦闘機隊の指揮官などを務めた。1965年（昭和40年）12月5日、1等空佐として石川県小松基地で第6航空団司令を務めていた黒江は、「将来の航空総隊司令官」と嘱望されていたが、妻が止めたにもかかわらず悪天候の中を福井県の越前海岸に磯釣りに出かけ、高波に飲まれて水死した。満47歳没。12月7日の部隊葬では、軍歌として知られる飛行第64戦隊歌で送られた。

## 人物
体重100キログラムの大きな体躯に天衣無縫なおおらかさと、きめ細やかな感情と心配りの人だった。明るく豪快ながら心配りある人柄は多くの部下に慕われた。タバコの煙をふかし痛飲、放歌高吟では加藤隼戦闘隊の歌をよく歌ったと伝えられる。思ったことは即行動し、家族を驚かすことも多かった。釣りが大好きで釣りに行くと決めたら他の意見をまったく聞かなくなる性分で、最終的にはそれが命取りになった。
また、才能ある文筆家の顔も持ち、第64戦隊時代には同戦隊の第二部隊歌を作詞 した。戦後の著書も、数ある陸海軍戦闘機操縦者らによる空戦記の中では文学としても評価が高い。

## 著書
- 『つばさの血戦』鱒書房  戦記シリーズ、1956年
- 『空の男 ジェットパイロットの記録』光文社、1957年
- 『あゝ隼戦闘隊』光人社、1985年 ※遺稿

### 寄稿
雑誌『丸』
- 「ビルマ航空撃滅戦記 ラングーン上空の大空中戦」1956年9月号
- 「印緬国境陸鷲"隼"血戦譜」1971年※号数不明※